# Sestrica Mala (Kornat)
Koordinati:   43°51′01″N, 15°12′47″E
Sestrica Mala je nenaseljen otoček v Kornatih. Otoček, ki ima pvršino 0,029 km² in dolžino obale 0,63 km, leži okoli 0,4 km jugovzhodno od Sestrice Velike. Najvišji vrh je visok 31 mnm.